# Йосиф Поппер-Лінкеус
Йосиф Поппер-Лінкеус (Лінкеус — це псевдонім) (21 лютого 1838 — 22 грудня 1921) — австрійський мислитель, учений, письменник, винахідник. Автор багатьох праць у галузі Соціальної філософії.

## Біографія
Народився в єврейському кварталі міста Колін (нині Чехія). Вищу технічну освіту отримав у Празькому та Віденському політехнікумах (останній закінчив 1859 року). Вищу гуманітарну освіту набув, відвідуючи вільним слухачем різні лекції у Віденському університеті та глибоко опрацьовуючи літературу за темами, які його цікавили.
По завершенні навчання у Віденському політехнікумі майже два роки працював інженером у приватній фірмі. В 1862—1866 роках був репетитором та епізодично читав лекції, а з 1867 по 1897 рік займався виключно винахідництвом. 1868 року винайшов систему прокладок, які б не допускали утворення накипу на внутрішніх стінках парових котлів. Цей та ряд інших винаходів створили йому умови для творчої роботи в інженерії, фізиці, соціальній і моральній філософії, незалежно від естеблішменту та замкнених академічних угруповань.

## Досягнення
Деякі ідеї Йосифа Поппера випередили свій час. Наприклад, в галузі інженерії — передача енергії на відстань, перетворення механічної енергії водоспадів і припливів в електричну (1862); в галузі фізики — взаємозв'язок маси та енергії (1883), ідея кванта енергії (1884), принцип неусувного викривлення приладами параметрів досліджуваних об'єктів; в галузі психології — тлумачення сновидінь на основі аналізу конфлікту між соціальною свідомістю людини та її тваринними пориваннями (новела «Уві сні, як навіч», 1889). За кілька років до Теодора Герцля у праці «Князь Бісмарк та антисемітизм» (1886) Йосиф Поппер доходить до висновку, що євреїв від антисемітизму може врятувати тільки їх власна держава. Створення такої держави — справа нагальна, і байдуже, який попервах буде там режим — хай навіть і монархічний.

### Соціальна система Поппера-Лінкеуса
Новела «Уві сні, як наяву» увійшла в збірку філософських новел під загальною назвою «Фантазії реаліста», яка з'явилася 1899 року і витримала двадцять видань. Відтоді Йосиф Поппер став користуватися псевдонімом «Лінкеус» — за іменем керманича корабля аргонавтів з гетевського «Фауста». Серед багатьох цікавих думок, висловлених Поппером-Лінкеусом у цій збірці, відзначимо три:
1. Вплив маршової музики на маси;
2. Про доцільність деяких покарань;
3. Про право людини на життя.

Поппер-Лінкеус відзначає велику владу музики на маси, стверджуючи, що маршова музика часто сприяє тиранії, перетворюючи маси в тісто, з якого можна будь-що ліпити. Ця думка перегукується з думкою Льва Толстого: «Там, де хочуть мати якомога більше рабів, хай якомога більше творять маршову музику».
В галузі правосуддя Поппер-Лінкеус вважав, що головною карою за злочин має бути розголос, і тільки рецидивістів треба ізольовувати.
Як твердить Поппер-Лінкеус, право на життя — головне, природне право людини, а тому держава не має права посилати людину на смерть без її згоди. Він був прихильником військової повинності, але за умови, що на поле бою посилатимуть тільки добровольців.
Право на життя, однак, лишиться порожнім звуком, якщо людину не забезпечено предметами та послугами першої потреби.
Свою соціальну систему, Йосиф Поппер-Лінкеус розробляє в ряді творів, починаючи з праці «Право жити та обов'язок померти» (1878) і закінчуючи працею «Загальнообов'язкова служба забезпечення харчуванням як розв'язання соціальної проблеми» (1912).
На думку Поппера, суспільство зобов'язане забезпечити своїх членів харчами, одягом, житлом і медичним обслуговуванням, а також вихованням та загальною освітою. Зі свого боку, кожний здоровий член суспільства в рамках трудової повинності виконує роботи, що не вимагають вищої чи середньої спеціальної освіти.
На глибоке переконання Поппера-Лінкеуса справедливе суспільство виникне не внаслідок насильницького перевороту, а як наслідок процесу переконання та загальної згоди в ньому. Протягом життя кожна здорова людина проходить чотири соціально-вікові стадії (з котрих третю вона має змогу обминути):
1. освітньо-виховну (до 18 років);
2. натурально-господарську (чоловіки — до 30 років, жінки — до 25);
3. грошово-господарську);
4. пенсійну.

При цьому вікова грань між двома останніми встановлюється кожним членом суспільства на свій розсуд.
Під час другої із цих стадій всі здорові члени суспільства проходять трудову повинність. На третій стадії ті члени суспільства, які відчувають в цьому потребу і які цього бажають, на свій розсуд трудяться в одному з грошових господарських секторів — державному чи приватному (в останньому — в ролі найманого працівника чи приватного підприємця). За свою працю вони отримують грошову винагороду, що дає їм змогу набувати предмети та отримувати послуги не першої потреби.
Протягом двох останніх з відзначених соціально-вікових стадій людина вільна, що не можна сказати про перші дві, коли людина заробляє на свою свободу та доростає до усвідомлення її. При цьому, як зазначає Поппер-Лінкеус, разом з розвитком науки і техніки тривалість другої стадії поступово зменшуватиметься. Разом з цим розширюватиметься обсяг поняття «предмети та послуги першої потреби».
Необхідною передумовою можливості побудови соціальної системи Поппер-Лінкеуса є прищеплення на першій соціально-віковій стадії підростаючому поколінню любові й поваги до людини, до праці, огиди до лжепотреб, а також навичок раціонального розподілу часу дозвілля.

## Визнання та послідовники
Шанувальниками Поппера-Лінкеуса були фізики Альберт Ейнштейн та Ернст Мах, філософи Мартин Бубер і Гуго Бергман, хімік Вільгельм Оствальд, математик Річард фон Мізас, статистик Карл Балод, фізіолог Теодор Беєр, психолог Зигмунд Фрейд, письменники Макс Брод, Стефан Цвейг та Артур Шніцлер, а також основоположник ревізіоністського напряму в сіонізмі Володимир (Зеєв) Жаботинський.
Жаботинський вказав на п'ять елементів соціальної програми-мінімум Поппера-Лінкеуса: харчування, одяг, житло, охорона здоров'я та освіта. Називаючи відсутність будь-якого з цих елементів «ямою», він говорив: «Людське суспільство схоже на дитячий садок. У дитсадку п'ять ям. Для дітей є небезпека під час гри — впасти в одну з них. Що робить пруська сторожа? Ставить щити з написом: „Не йди праворуч!“, „Не йди ліворуч!“. Слідом за Поппером я пропоную засипати всі ті ями і дати змогу дітям вільно грати, де тільки заманеться».
21 лютого 1918 р. на ознаменування 80-річчя від дня народження Йосифа Поппера-Лінкеуса його послідовники, лікар і психолог Фріц Віттельс та письменник Вальтер Маркус, створили у Відні організацію «Універсальна служба харчування». Протягом кількох років вона видавала бюлетень під тою ж назвою. Організація проіснувала 20 років і була розпущена під час аншлюсу Австрії Німеччиною.

## Вшанування пам'яті
21 грудня 1921 року Йосиф Поппер-Лінкеус помер. На знак його заслуг вулицю у Відні, де він мешкав останні роки, було названо його іменем.
Напередодні 150-річчя від дня народження Поппера в університеті імені Гете у Франкфурті-на-Майні було засновано фонд досліджень творчості Поппера-Лінкеуса та пропаганди його ідей.
8 липня 2007 року мерія Тель-Авів-Яфо ухвалила назвати іменем Поппера-Лінкеуса одну з вулиць Яфо.

## Перелік праць
Усі свої твори Йосиф Поппер-Лінкеус написав німецькою мовою. Відзначимо деякі з його праць, які не були згадані вище (включаючи і ті, що видано посмертно):
1. "Моральний світовий порядок (1877),
2. «Етичне та культурне значення технічного прогресу» (1886),
3. «Вольтер» (1905),
4. «Про фізичні основи передачі електроенергії» (1905),
5. «Політ машин і птахів. Історико-критичне аеротехнічне дослідження» (1911),
6. «Автобіографія» (1917),
7. «Війна, мобілізація, державне законодавство» (1921),
8. «Філософія кримінального права» (1924),
9. «Я і соціальна совість» (1924),
10. «Про основні поняття філософії та вірогідність нашого знання» (1924).

## Праці про Поппера-Лінкеуса
З-поміж праць про Йосифа Поппера-Лінкеуса та його твори відзначимо наведені нижче:

### Німецькою мовою
1. Ріхард Шварц «Ратенау, Гольдштейн, Поппер-Лінкеус та їх соціальні системи» (1919),
2. Фріц Віттельс «Ліквідація злиднів» (1922),
3. Адольф Гельбер «Йосиф Поппер-Лінкеус. Його життя й діяльність» (1922),
4. Еміль Фельдес «Люди затрашнього дня» (роман, що описує суспільство, побудоване на принципах Йосифа Поппер-Лінкеуса ;1924),
5. Фелікс Френкель «Загальне забезпечення харчуванням та Пан-Європа» (1924),
6. Генрих Леві «Теорія пізнання Поппера-Лінкеуса та її зв'язок з філософією Маха» (1932),
7. Роберт Планк «Інженер суспільства» (1938).

### На івриті
1. Ісраел Доріон «Царство Лінкеуса» (до 100-річчя від дня народження Поппера-Лінкеуса, опубліковано в Єрусалимі; 1939),
2. Ісраел Доріон «Кінець боротьби за існування»(1954, з передмовою Альберта Ейнштейна, датованою лютим того ж року).
3. Мендель Зінгер «Гуманіст Поппер-Лінкеус» (до 50-річчя від дня смерті;1971),
4. Ісраел Доріон «Поппер-Лінкеус — розв'язання проблеми існування» (до 60-річчя від дня смерті;1981),
5. Ефраїм Вольф «Йосиф Поппер-Лінкеус — великий гуманіст та багатогранний мислитель» (1996).

### Російською мовою
1. Ефраїм Вольф «Йосиф Поппер-Лінкеус — гуманіст і мислитель» (1997).

### Англійською мовою
1. Фріц Віттельс «Ліквідація злиднів» (1925),
2. Альберт Ейнштейн «Світ, як я його бачу» (1932),
3. Генрі Вахтель «Загальне забезпечення та вільне підприємництво» (1954; з передмовою А.Ейнштейна, датованою липнем того ж року).